# جاستن فرد
جاستن فرد (بالإنجليزية: Justin Che)‏ هو لاعب كرة قدم أمريكي، ولد في 18 نوفمبر 2003 في ريتشاردسون في الولايات المتحدة.